# Terabithia - et hemmeligt land
Terabithia - et hemmeligt land er en amerikansk fantasi film fra 2007, der er skrevet ud fra bogen Broen til Terabithia

## Hovedroller
- Jess Aarons: Josh Hutcherson
- Leslie Burke: AnnaSophia Robb

## Eksterne Henvisninger
- Terabithia - et hemmeligt land på Internet Movie Database (engelsk)
- Terabithia - et hemmeligt land på Filmdatabasen
- Terabithia - et hemmeligt land på Scope
- Terabithia - et hemmeligt land i Svensk Filmdatabas (svensk)
- Terabithia - et hemmeligt land på AlloCiné (fransk)
- Terabithia - et hemmeligt land på MovieMeter (nederlandsk)
- Terabithia - et hemmeligt land på AllMovie (engelsk)
- Terabithia - et hemmeligt land hos American Film Institute (engelsk)
- Terabithia - et hemmeligt land på Turner Classic Movies (engelsk)
- Terabithia - et hemmeligt land på The Movie Database (engelsk)